# Světové hry 2013

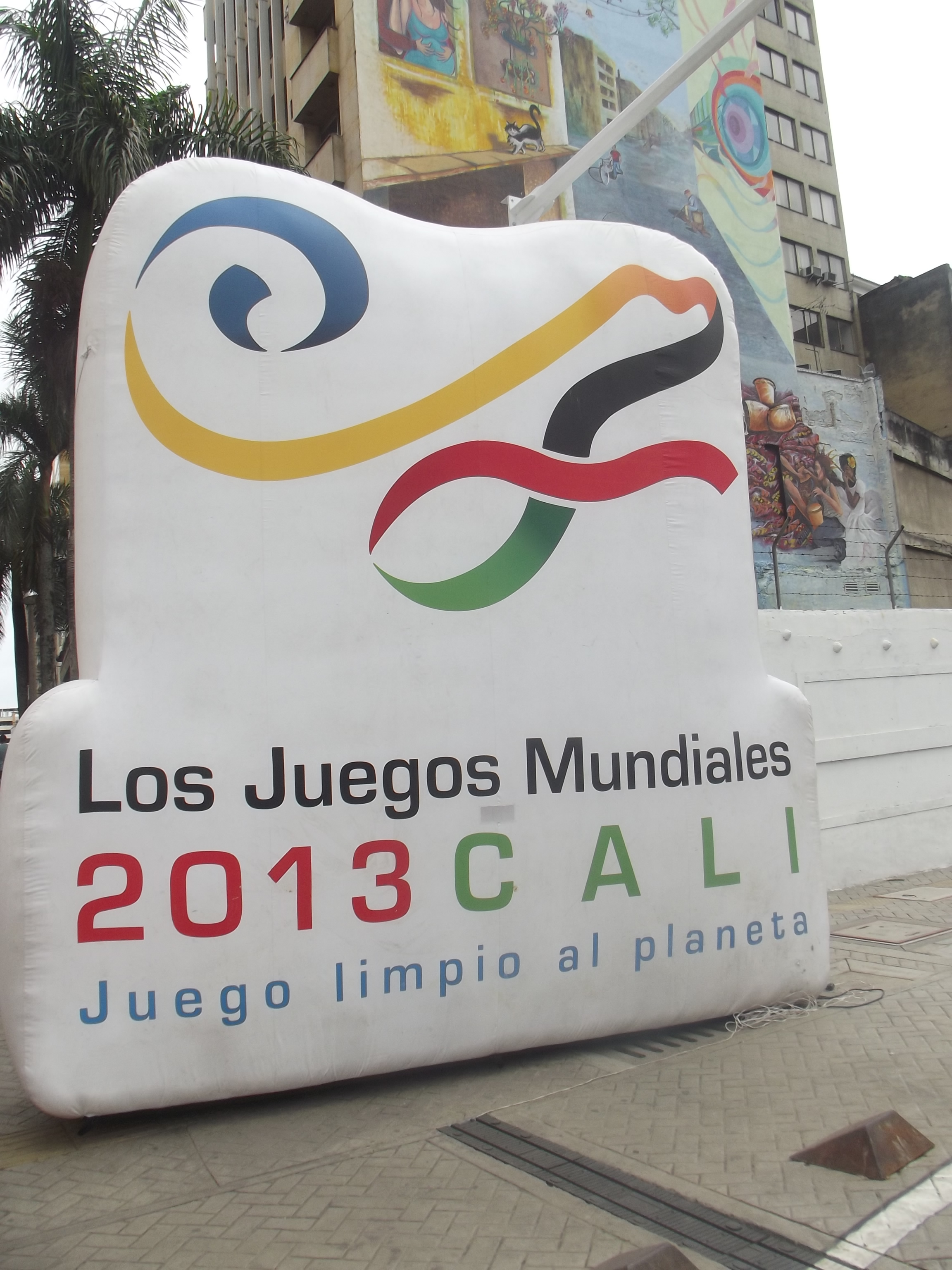
Poutač na hry v ulicích Cali

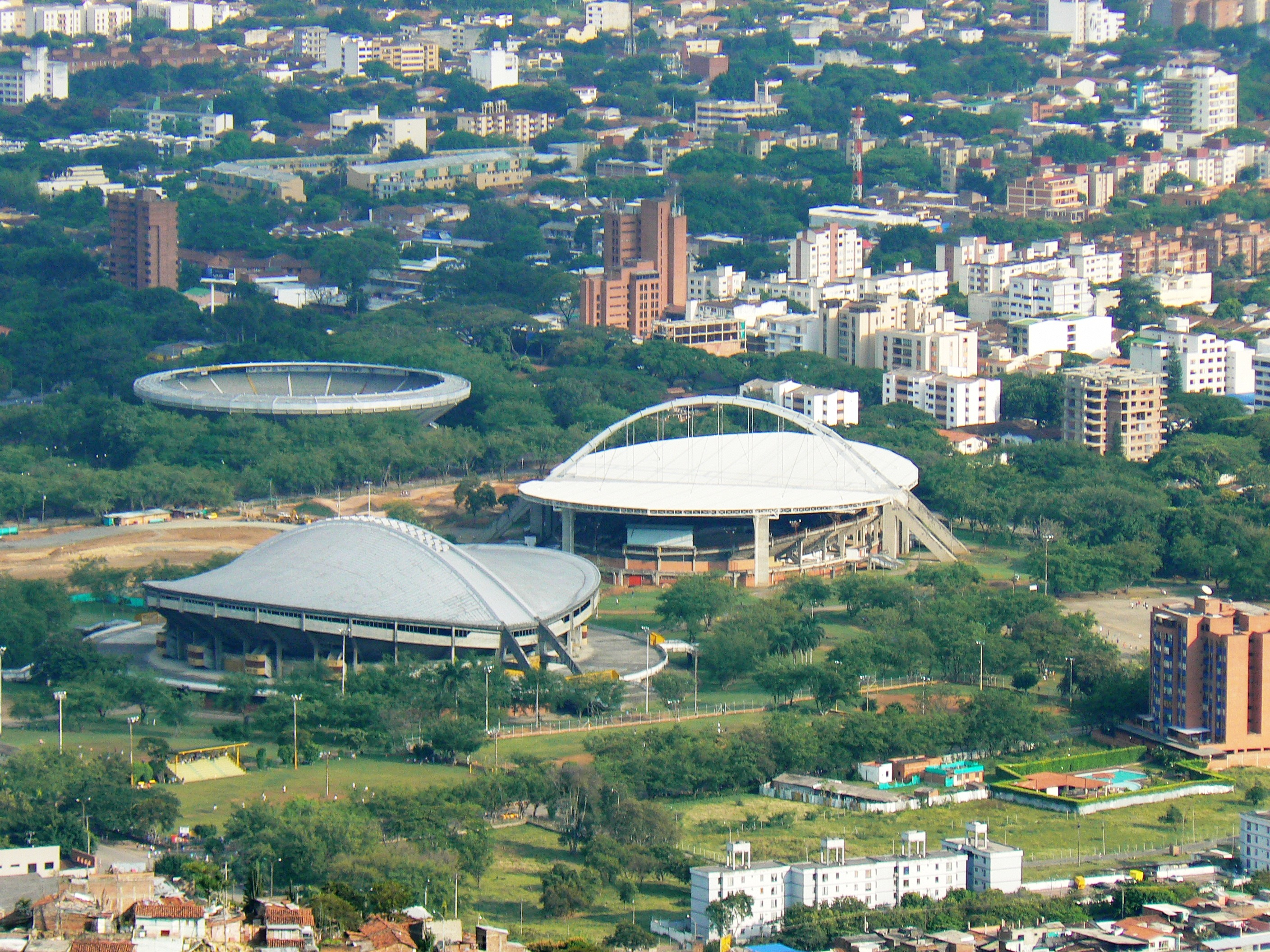
Sportovní areál v Cali

Světové hry 2013 byly devátým ročníkem Světových her, nejvýznamnější mezinárodní soutěže v neolympijských sportech. Konaly se od 25. července do 4. srpna 2013 v kolumbijském městě Cali. Soutěžilo se ve 202 disciplínách 36 sportů, her se zúčastnily čtyři tisíce závodníků ze 120 zemí. Slavnostní zahájení proběhlo na stadionu Estadio Olímpico Pascual Guerrero a oficiální otvírací formuli pronesl kolumbijský viceprezident Angelino Garzón. Rozpočet her dosáhl 59 milionů dolarů.
Maskotem her byl pták Bifochue (tyran bentevi). Heslem soutěže bylo „Juego limpio al planeta“ („Čistá hra pro planetu“).
Původně měla hry hostit německá města Duisburg a Düsseldorf, která se však roku 2008 v důsledku ekonomické krize pořadatelství vzdala. Jako náhradníci se přihlásili Cali a Pretoria, na zasedání během Světových her 2009 vybrala Mezinárodní asociace Světových her za místo konání Cali jako historicky první město v Latinské Americe.
Nejúspěšnějším sportovcem her byl německý reprezentant v záchranářském sportu Marcel Hassemeier se čtyřmi zlatými a jednou stříbrnou medailí.
Čeští reprezentanti získali dvě stříbrné (tanečníci Jakub Mazůch a Michaela Gatěková, parašutista Tomáš Ledník) a jednu bronzovou (tým inline hokejistů) medaili. Stříbro získali také Jiří Mládek a Tomáš Ježek v kanoistickém maratonu, který byl ukázkovou disciplínou. Českou výpravu tvořilo 71 sportovců.
Kuriózním nedopatřením bylo na medailích udělovaných úspěšným sportovcům místo správného názvu World Games napsáno Word Games.

## Seznam sportů

### Gymnastické a taneční sporty
- Akrobatická gymnastika
- Krasobruslení na kolečkových bruslích
- Moderní gymnastika
- Aerobik
- Taneční sport
- Skoky na trampolíně

### Míčové sporty
- Kanoepolo
- Faustbal
- Korfbal
- Plážová házená
- Racquetball
- Rugby 7's
- Squash

### Moderní sporty
- Ultimate frisbee
- Inline hokej
- Inline rychlobruslení
- Letecký sport
- Orientační běh
- Ploutvové plavání
- Sportovní lezení
- Záchranářský sport
- Vodní lyžování

### Silové sporty
- Přetahování lanem
- Silový trojboj

### Sporty na přesnost
- Koulové sporty
- Bowling
- Kulečník
- Lukostřelba (terénní)

### Bojová umění
- Džiu-džitsu
- Karate
- Sumo

### Ukázkové sporty
- Duatlon
- Futsal
- Kanoistika (maratón)
- Plážový fotbal
- Silniční bruslení
- Softbal
- Wu-šu

Naposledy se na Světových hrách soutěžilo v sedmičkovém ragby, které se od roku 2016 stalo olympijským sportem.

## Medailové pořadí
| Pořadí | Země               | Zlato | Stříbro | Bronz | Celkem |
| ------ | ------------------ | ----- | ------- | ----- | ------ |
| 1      | Itálie             | 18    | 13      | 18    | 49     |
| 2      | Rusko              | 17    | 24      | 12    | 53     |
| 3      | Francie            | 16    | 11      | 13    | 40     |
| 4      | Německo            | 15    | 7       | 8     | 30     |
| 5      | Čína               | 14    | 6       | 2     | 22     |
| 6      | USA                | 11    | 4       | 4     | 19     |
| 7      | Ukrajina           | 9     | 10      | 9     | 28     |
| 8      | Kolumbie           | 8     | 13      | 10    | 31     |
| 9      | Spojené království | 6     | 6       | 3     | 15     |
| 10     | Čínská Tchaj-pej   | 5     | 5       | 8     | 18     |